# 切り戻し
切り戻し（きりもどし）は、生け花や、生花を扱う業種で、切花が長持ちするようにする処理方法の一つ。

## 水揚げの技法としての切戻し
水揚げの方法の一つ。
茎の根元から1 - 2cmのところを斜めにナイフで切り、水につけること。
斜めに切ることで、切り口の面積が広がり、水をたくさん吸収できるようになるが、茎に中に気泡が入りやすい、という欠点がある。